# 유정무정 (1970년 영화)
"유정무정"은 한국에서 제작된 이봉래 감독의 1970년 영화이다. 신영균 등이 주연으로 출연하였고 주동진 등이 제작에 참여하였다.

## 출연

### 주연
- 신영균
- 김지미
- 박노식
- 남진

## 기타
- 조명: 박영륭
- 미술: 김유준